# The Wild Ride
The Wild Ride è un film del 1960 diretto da Harvey Berman. Jack Nicholson è il protagonista ed interpreta Johnny, un ragazzo ribelle della Beat Generation che spende le sue giornate in gare di dirt track racing e nei festeggiamenti più vari.

## Produzione
Harvey Berman era un insegnante di arte drammatica in una scuola superiore della California del nord che frequentò l'UCLA con alcuni amici del produttore Roger Corman. Decise di cominciare le riprese del film durante l'estate, utilizzando alcuni degli studenti del suo corso, oltre a far arrivare sul set alcuni professionisti da Hollywood, tra cui un giovanissimo Jack Nicholson.